# Гарсия Рамирес (король Вигеры)
Гарсия Рамирес (исп. García Ramírez; умер в 1005/1030) — король Вигеры (1002—1005/1030), сын Рамиро Гарсеса.

## Биография
Впервые Гарсия упоминается вместе со своим братом Санчо Рамиресом в королевских хартиях своего дяди Санчо II в 991 году. Неизвестно, был ли он соправителем своего брата или стал королём Вигеры только в 1002 году после его смерти.
О его правлении ничего неизвестно и он просто исчезает из истории. У Гарсии Рамиреса не было наследников мужского пола, поэтому Вигера вернулась в состав Наварры уже при Санчо III.
Считается известным, что Гарсия был женат на некой Тоде. Они имели двух дочерей — Тоду и Фронильду. Тода была замужем за Фортуном Санчесом, который, возможно, был сеньором Нахеры, погибшим вместе с Гарсией III Наваррским в битве при Атапуэрке. Фронильда известна тем, что устроила скандал, совершив кровосмешение со своим «братом», который, как считается, был незаконнорождённым сыном Гарсии Рамиреса, но его имя и подробности этой связи неизвестны.